# Rolf Kauka
Rolf Kauka (Markranstädt nabij Leipzig, 9 april 1917 - Thomasville (Georgia), Verenigde Staten, 13 september 2000) was een Duitse striptekenaar die aldaar soms als de "Duitse Walt Disney" werd gezien, al was hij het daar zelf niet mee eens.

## Levensloop
Hij was de zoon van een smid van Finse afkomst. Hij groeide in de regio Saksen op en tekende in zijn jeugd al stripverhalen. Na zijn middelbare school ging hij bedrijfskunde studeren. Deze studie werd al snel onderbroken door het uitbreken van de Tweede Wereldoorlog waarin hij als officier werd opgeroepen.
In begin van de jaren 50 verschenen de eerste Amerikaanse stripverhalen op de Duitse markt en ontdekte Rolf Kauka dat ook hij van deze interesse kon profiteren door het tekenen van zijn eigen verhalen. Hij startte zijn eigen bedrijf, Kauka Verlag in Mūnchen, en bedacht tezamen met andere illustratoren stripverhalen met figuren uit de Duitse sprookjeswereld. In deze reeks kwam voor het eerst ook de twee rode vossen Fix en Foxi voor. Ze vielen bij het publiek in goede smaak en, zoals men in Engeland zegt, "the rest is history". Het 29ste deel uit de reeks werd prominent "Fix und Foxi" genoemd en groeide tot het grootste stripverhaalsucces van Duitsland. 
In 1964 begon hij een stripblad "Lupo" waarin naast Fix & Foxi bestaande stripverhalen als Asterix, Guust, Robbedoes en Kwabbernoot, Johan en Pirrewiet en Lucky Luke voorkwamen. Hierbij werden de namen echter veranderd en de vertalingen waren niet al te letterlijk. Zo werd de druïde Panoramix vertaald in Konradin (verwijzend naar bondskanselier Konrad Adenauer). Bovendien hadden ze politiek-kritische ondertonen zodat de oorspronkelijke bedenkers al snel de rechten aan Rolf Kauka's uitgeverij ontnamen.
De avonturen van Fix und Foxi werden ook in licentie verkocht aan onder meer Nederland (Nederlandse Rotogravure Pers, VNU). In 1973 verkocht Rolf Kauka zijn uitgeverij aan het Britse IPC, maar behield het recht op zijn creaties. In 1975 richtte hij de "Kauka Comic Akademie" op als opleiding voor striptekenaars. In 1982 trok hij zich terug op een plantage in Thomasville (Georgia, USA) waar hij op 83-jarige leeftijd in 2000 overleed. In 1988 werd hij door de West-Duitse Bondsrepubliek onderscheiden voor zijn werk.